# Noppawan Lertcheewakarn
Noppawan Lertcheewakarn (thailändisch นพวรรณ เลิศชีวกานต์, RTGS Nopphawan Loetchiwakan, Aussprache: [nóppʰawan lɤ̂ːtt͡ɕʰiːwakaːn]; * 18. November 1991 in Chiang Mai) ist eine ehemalige thailändische Tennisspielerin.

## Karriere
Noppawan Lertcheewakarn, die laut ITF-Profil für ihr Spiel Hartplätze bevorzugt, begann im Alter von vier Jahren mit dem Tennisspielen.
Als Juniorin gewann sie insgesamt vier Titel bei Grand-Slam-Turnieren, 2008 den ersten im Doppel bei den US Open. 2009 folgten die anderen drei, darunter der Einzeltitel in Wimbledon, wo sie das Finale gegen Kristina Mladenovic gewann, sowie die Doppeltitel der French Open und der Wimbledon Championships.
Ihr erstes Turnier auf der WTA Tour bestritt sie 2007 bei den Pattaya Women’s Open, das erste Grand-Slam-Turnier bei den Erwachsenen 2010 mit einer Wildcard in Wimbledon; sie verlor ihre Erstrundenpartie gegen Andrea Hlaváčková mit 3:6 und 2:6.
Im August 2011 zählte Noppawan zu den Top 100 der Doppelweltrangliste.
Seit 2009 absolvierte sie 23 Partien für die thailändische Fed-Cup-Mannschaft, von denen sie 15 gewinnen konnte.
Ihr letztes internationale Turnier spielte Lertcheewakarn im August 2017.

## Turniersiege

### Einzel
| Nr. | Datum             | Turnier             | Kategorie   | Belag     | Finalgegnerin       | Ergebnis |
| --- | ----------------- | ------------------- | ----------- | --------- | ------------------- | -------- |
| 1.  | 4. Mai 2008       | Balikpapan          | ITF $25.000 | Hartplatz | Isha Lakhani        | 6:3, 6:2 |
| 2.  | 16. August 2008   | Chiang Mai          | ITF $10.000 | Hartplatz | Nungnadda Wannasuk  | 6:2, 6:3 |
| 3.  | 5. September 2010 | Tsukuba             | ITF $25.000 | Hartplatz | Shiho Akita         | 6:4, 6:1 |
| 4.  | 3. Dezember 2011  | Dubai               | ITF $75.000 | Hartplatz | Kristina Mladenovic | 7:5, 6:4 |
| 5.  | 8. Mai 2016       | Scharm asch-Schaich | ITF $10.000 | Hartplatz | Prerna Bhambri      | 6:4, 6:1 |

### Doppel
| Nr. | Datum              | Turnier        | Kategorie   | Belag             | Partnerin               | Finalgegnerinnen                      | Ergebnis         |
| --- | ------------------ | -------------- | ----------- | ----------------- | ----------------------- | ------------------------------------- | ---------------- |
| 1.  | 24. September 2006 | Jakarta        | ITF $10.000 | Hartplatz         | Varatchaya Wongteanchai | Ayu-Fani Damayanti Lavinia Tananta    | 6:2, 6:4         |
| 2.  | 19. November 2006  | Manila         | ITF $10.000 | Hartplatz         | Varatchaya Wongteanchai | Kao Shao-yuan Thassha Vitayaviroj     | 3:6, 6:3, 7:62   |
| 3.  | 26. April 2009     | Bol            | ITF $10.000 | Sand              | Martina Borecká         | Michaela Pochabová Patricia Veresová  | 6:3, 6:3         |
| 4.  | 1. April 2012      | Phuket         | ITF $25.000 | Hartplatz (Halle) | Zheng Saisai            | Han Xinyun Sun Shengnan               | 6:3, 6:3         |
| 5.  | 22. März 2013      | Ipswich        | ITF $25.000 | Hartplatz         | Varatchaya Wongteanchai | Viktorija Rajicic Storm Sanders       | 4:6, 6:1, [10:8] |
| 6.  | 12. Oktober 2013   | Margaret River | ITF $25.000 | Hartplatz         | Arina Rodionova         | Monique Adamczak Tammi Patterson      | 6:2, 3:6, [10:8] |
| 7.  | 24. April 2015     | Shenzhen       | ITF $25.000 | Hartplatz         | Lu Jiajing              | Han Na-lae Jang Su-jeong              | 6:4, 7:5         |
| 8.  | 10. März 2017      | Mildura        | ITF $25.000 | Rasen             | Lu Jiajing              | Tessah Andrianjafitrimo Shérazad Reix | 6:4, 1:6, [10:8] |

## Abschneiden bei Grand-Slam-Turnieren

### Dameneinzel
| Turnier         | 2009 | 2010 | 2011 | 2012 | 2013 | 2014 | Karriere |
| --------------- | ---- | ---- | ---- | ---- | ---- | ---- | -------- |
| Australian Open | —    | —    | Q2   | Q1   | —    | Q1   | —        |
| French Open     | —    | —    | Q1   | Q1   | —    | —    | —        |
| Wimbledon       | Q1   | 1    | Q2   | Q1   | —    | —    | 1        |
| US Open         | —    | —    | 1    | Q1   | —    | Q1   | 1        |

Zeichenerklärung: S = Turniersieg; F, HF, VF, AF = Einzug ins Finale / Halbfinale / Viertelfinale / Achtelfinale; 1, 2, 3 = Ausscheiden in der 1. / 2. / 3. Hauptrunde; Q1, Q2, Q3 = Ausscheiden in der 1. / 2. / 3. Qualifikationsrunde; nicht ausgetragen

### Juniorinneneinzel
| Turnier         | 2006 | 2007 | 2008 | 2009 | Karriere |
| --------------- | ---- | ---- | ---- | ---- | -------- |
| Australian Open | —    | 1    | AF   | HF   | HF       |
| French Open     | 1    | 2    | AF   | 1    | AF       |
| Wimbledon       | —    | 1    | F    | S    | S        |
| US Open         | —    | 1    | AF   | VF   | VF       |

### Juniorinnendoppel
| Turnier         | 2007 | 2008 | 2009 | Karriere |
| --------------- | ---- | ---- | ---- | -------- |
| Australian Open | 1    | VF   | HF   | HF       |
| French Open     | VF   | VF   | S    | S        |
| Wimbledon       | —    | 1    | S    | S        |
| US Open         | —    | S    | F    | S        |